# Rush Limbaugh
Rush Hudson Limbaugh (12. ledna 1951 Cape Girardeau, Missouri – 17. února 2021 Palm Beach, Florida) byl americký rozhlasový komentátor a bavič. Stal se zakladatelem zvláštního formátu rozhlasové show složené z břitkých a zanícených politických komentářů doprovázených telefonáty diváků a moderátorovými diskusemi s nimi.

## Novinářská činnost
Jeho The Rush Limbaugh Show se stala v průběhu let nejsledovanějším rozhlasovým pořadem v USA. Svou kariéru začal roku 1984 na rozhlasové stanici KFBK v Sacramentu. Od roku 1988 byla jeho show vysílána celostátně na stanici WABC. V roce 2012 přešel do stanice WSB, která vysílá z Atlanty v unijním státě Georgia. Napsal i několik knih politických komentářů, které se staly bestsellery (The Way Things Ought to Be, See, I Told You So). Limbaugh byl znám svou silně konzervativní orientací, podporou republikánských politiků, častými útoky na liberály a v neposlední řadě svým zastáváním tzv. vlasteneckých a antikomunistických postojů. Často kritizoval přílišnou liberálnost amerických médií či feminismus.[zdroj?] Je považován za jednu z klíčových postav v Republikánské straně, která ji nasměrovala k politice popírání klimatické změny.
Objevil se také například v kresleném seriálu Family Guy.[zdroj?]

## Soukromý život
Dne 3. února 2020 oznámil Limbaugh, že mu byla diagnostikována rakovina plic. Za jeho kulturní přínos mu byla následujícího dne během zprávy o stavu Unie prezidentem Donaldem Trumpem udělena Prezidentská medaile svobody. V listopadu 2020 Rush Limbaugh oznámil, že léčba již nezabírá a podle lékařů se nachází v terminálním stadiu. 17. února 2021 na následky nemoci zemřel.